# Weissia willisiana
Weissia willisiana är en bladmossart som beskrevs av Catcheside 1980. Weissia willisiana ingår i släktet krusmossor, och familjen Pottiaceae. Inga underarter finns listade i Catalogue of Life.